# Stepan Baran
Stepan Baran, ukr. Степан Баран (ur. 25 stycznia 1879 w Krukienicach, zm. 4 lipca 1953 w Monachium) – ukraiński działacz społeczny i nacjonalistyczny, adwokat, publicysta i dziennikarz; poseł na Sejm II RP z ramienia Ukraińskiego Zjednoczenia Narodowo-Demokratycznego (UNDO).

## Życiorys
Ukończył gimnazjum we Lwowie, prawo i filozofię na uczelniach we Lwowie, Berlinie i Wiedniu. W 1909 roku doktoryzował się z prawa.
W czasie studiów działacz ukraińskiego ruchu niepodległościowego, wydawał pisma „Ukraina” i „Swoboda”. W latach 1913–1918 sekretarz Komitetu Narodowego Ukraińskiej Partii Narodowo-Demokratycznej.
W latach 1918–1919 członek (i wiceprezydent) Ukraińskiej Rady Narodowej. Współtwórca Zachodnioukraińskiej Republiki Ludowej i sekretarz spraw ziemskich w rządzie Kostia Łewyckiego.
W II Rzeczypospolitej członek i prezes Rady Naczelnej UNDO we Lwowie. Prowadził kancelarie adwokackie w Zaleszczykach i Tarnopolu. Dyrektor tarnopolskiego oddziału Ukraińskiego Banku Spółdzielczego, członek zarządu Proswity i powiatowy przewodniczący Ridnej Szkoły.
W latach 1928–1939 sprawował mandat posła UNDO z okręgów Czortków i Tarnopol. Należał do władz Klubu Ukraińskiego w Sejmie. W latach 1925–1939 był członkiem Centralnego Komitetu UNDO. W roku 1938 występował w Sejmie z protestem w sprawie akcji burzenia cerkwi na Ziemi Chełmskiej.
W latach 1902–1939 pisywał artykuły do „Diła”.
Po agresji ZSRR na Polskę udał się do Krakowa na teren okupacji niemieckiej, gdzie pisywał do wydawanych w języku języku ukraińskim „Krakiwśkych Wistej” („Wieści Krakowskich”).
W 1944 wyjechał do Niemiec. Od 1952 do 4 lipca 1953 był premierem emigracyjnego rządu URL, a także członkiem zarządu Ukraińskiego Związku Dziennikarzy w Monachium.
Autor wielu opracowań historycznych, między innymi biografii metropolity Andrzeja Szeptyckiego oraz wydanej w 1940 w Krakowie książki „Po niewoli – wyzwolenie”.